# Debaryomyces delbrueckii
Debaryomyces delbrueckii (Lindner) E.K. Novák & Zsolt – gatunek jednokomórkowych grzybów zaliczanych do drożdży.

## Systematyka i nazewnictwo
Pozycja w klasyfikacji według Index Fungorum: Debaryomyces, Saccharomycetaceae, Saccharomycetales, Saccharomycetidae, Saccharomycetes, Saccharomycotina, Ascomycota, Fungi.
Po raz pierwszy opisał go w 1895 r. Paul Lindner, nadając mu nazwę Saccharomyces delbrueckii. W 1961 r. Elizabeth K. Novák i Wilhelm Zopf przenieśli go do rodzaju Debaryomyces. Synonimy:
- Saccharomyces delbrueckii Lindner 1895
- Torulaspora delbrueckii (Lindner) E.K. Novák & Zsolt 1961
- Zygosaccharomyces delbrueckii (Lindner) Krumbholz 1933
- Zymodebaryomyces delbrueckii (Lindner) E.K. Novák & Zsolt 1961[2].

## Występowanie i rozwój
Debaryomyces delbrueckii jest rozprzestrzeniony na całym świecie, występuje w glebie, korze drzew i jest jednym z częściej występujących gatunków drożdży w produktach spożywczych. Wyizolowano go m.in. w fermentowanej mące, kakao, oliwkach, ogórkach, produktach mlecznych, piwie, winie, soku truskawkowym i innych sokach owocowych.
Na agarze z 5% ekstraktem słodowym tworzą matowe lub błyszczące, brązowobiałe kolonie o konsystencji masła. Nie tworzą się błonki. Po 3 dniach w temperaturze 25 °C komórki mają kształt kulisty lub elipsoidalny, o wymiarach 2,1–5,6 × 3–6,6 µm i występują pojedynczo lub sporadycznie w parach. Na płytkach Dalmau na agarze morfologicznym po 7 dniach w temperaturze 25 °C pod szkiełkiem nakrywkowym mogą tworzyć kilka łańcuchów nieco wydłużonych komórek, ale nie są to ani strzępki prawdziwe, ani pseudostrzępki. W warunkach tlenowych kolonie są białe do brązowobiałych, gładkie, umiarkowanie błyszczący i maślane, nieco wypukłe, z obniżonym środkiem i gładkim brzegiem. Występuje słaby kwaśny zapach
Worki są trwałe i często sprzężone. Koniugacja może zachodzić pomiędzy komórką a jej pąkiem lub pomiędzy niezależnymi komórkami. Ponadto często występują komórki ze zwężającymi się wypukłościami przypominającymi rurki koniugacyjne. Worki tworzą od jednej do czterech kulistych askospor, które pod mikroskopem świetlnym często wydają się lekko szorstkie. Askospory obserwowano na agarze YM, 5% ekstrakcie słodowym, mące kukurydzianej, octanie McClary’ego i agarach RG po 5–30 dniach w temperaturze 15 lub 25 °C.
Asymiluje m.in. glukozę, etanol, nie asymiluje laktozy, celobiozy, arabinozy, erytrolu, rybozy, metanolu.

## Znaczenie
- D. delbrueckii stosowane są jako drożdże fermentacyjne do produkcji wina. Fermentacja mieszana z udziałem drożdży D. delbrueckii i Saccharomyces cerevisiae zapewnia lepszą równowagę smakową w winach słodkich niż w przypadku, gdy w fermentacji wykorzystano wyłącznie S. cerevisiae[4].
- Stosowane są jako drożdże piekarskie przy produkcji pieczywa mrożonego. Zainteresowanie konsumentów mrożonymi wyrobami z ciasta chlebowego wyraźnie wzrosło w ostatnich latach. Zwykle używane do wypieku pieczywa drożdże S. cerevisiae wykazują wyraźną utratę żywotności podczas zamrażania. Po 15 dniach przechowywania w temperaturze –20 °C straciły 80% żywotności, podczas gdy D. delbrueckii nie tracą żywotności komórek po zamrożeniu w temperaturze –20 °C przez 4 miesiące[4].
- Są powszechnie występującymi mikrobami powodującymi psucie się żywności i napojów, w tym sałatek warzywnych i mięsnych oraz produktów mlecznych, zwłaszcza serów. Często występują w zakładach produkujących napoje bezalkoholowe, gdzie mogą powodować psucie się produktu, ale gatunek ten jest stosunkowo wrażliwy na konserwanty[4].
- Jako czynnik chorobotwórczy drożdże te mają niewielkie znaczenie kliniczne. Wyizolowano je ze zmiany skórnej w Brazylii i doniesiono, że spowodowały infekcję zastawki trójdzielnej serca, wskutek której pacjent zmarł 2 miesiące po operacji polegającej na wymianie zakażonej zastawki, ale przyczyną śmierci mogło nie być zakażenie tym gatunkiem[4].